# Scara Raiului

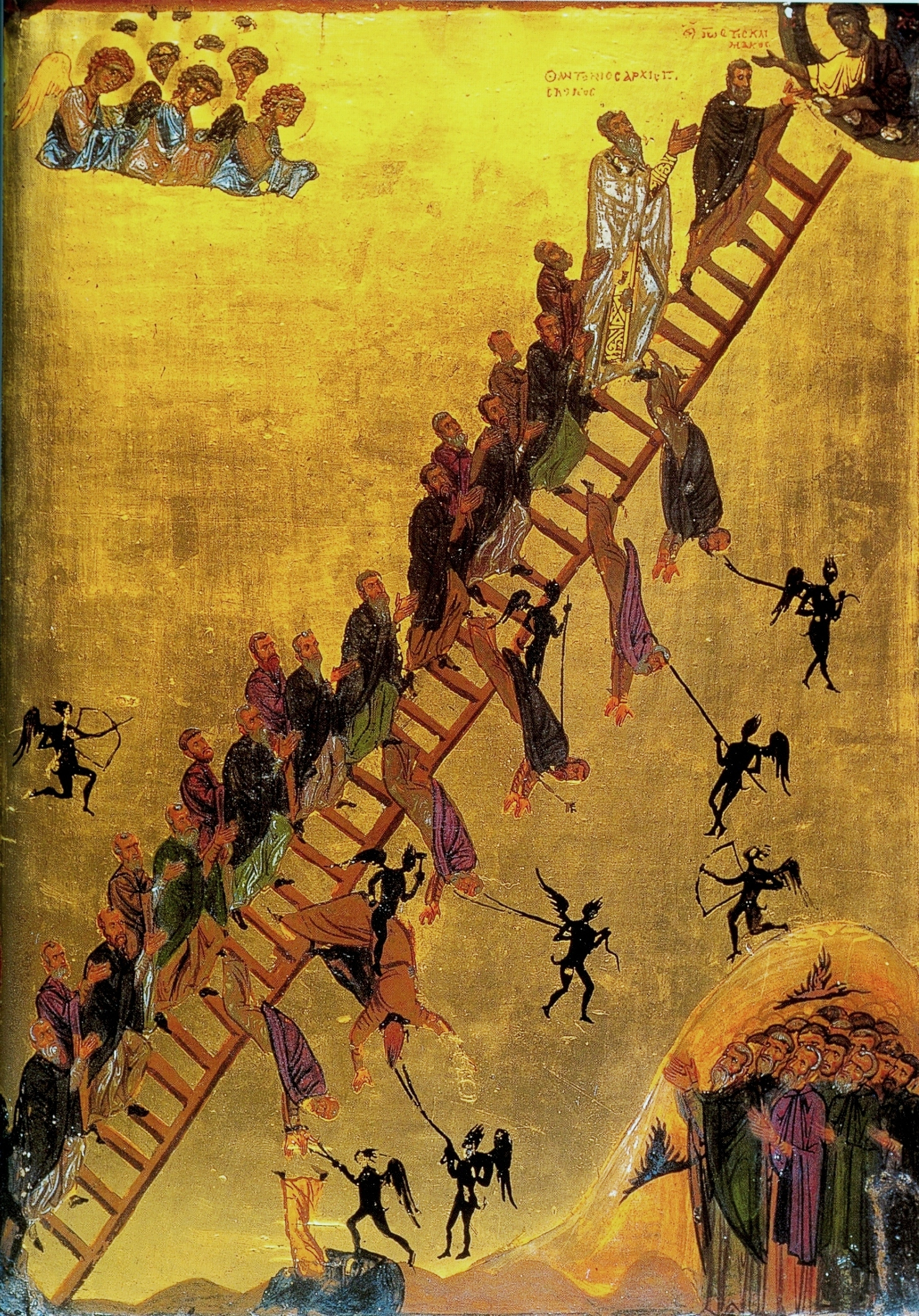
Icoana Scării Raiului (Mănăstirea Sf. Ecaterina, Peninsula Sinai, Egipt)

Scara dumnezeiescului urcuș este un tratat ascetic despre părăsirea păcatului și învățare a virtuților, în vederea obținerii mântuirii. Deși a fost scrisă de Sfântul Ioan din Sinai pentru monahi, a devenit, după Sfânta Scriptură, una din lucrările cele mai importante și mai influente folosite în Biserică pentru povățuirea credincioșilor spre o viață plăcută lui Dumnezeu. 
Format:Spiritualitate
Există și o icoană a Scării Raiului. Aceasta prezintă mai mulți oameni (de regulă monahi) care urcă pe o scară; la capătul de sus al scării se găseste Domnul Iisus Hristos, gata să îi primească în Rai pe cei care urcă. De asemeni, apar îngeri care îi ajută pe cei aflați pe scară și diavoli care aruncă înspre ei săgeți sau încearcă să îi tragă jos, aruncându-i în iad (adesea reprezentat ca un balaur cu gura deschisă). Aproape în toate reprezentările apre cel puțin o persoană care cade.

## IstoriculScării
În vremea când era un sihastru trăind în Peninsula Sinai, Sfântul Ioan era cunoscut pentru smerenia și ascultarea sa, precum și pentru înțelepciunea și discernământul său (obținute printr-o îndelungată experiență spirituală). Avea o reputație de foarte bun cunoscător în ceea ce privește modul în care trebuie dusă o viață duhovnicească. Sfântul Ioan, egumen al Mănăstirii Rait, i-a cerut într-o zi Sfântului Ioan Scărarul (cunoscut și ca Ioan din Sinai) să scrie lucrurile pe care le cunoștea într-o carte. La început, Sfântul Ioan Scărarul ezita să-și asume o astfel de sarcină, dar în cele din urmă a ascultat rugămintea egumenului din Rait și a început să scrie Scara (mai târziu numită Scara sfintelor nevoințe ale desăvârșirii). Sfântul Ioan a primit numele de "Scărarul" (Climax sau Climacus, adică "al Scării") datorită lucrării sale. ScriereaScării a fost comparată mai târziu cu primirea Legii pe muntele Sinai de către Sfântul prooroc Moise.
Această lucrare a fost folosită mai întâi de monahi. Până în zilele noastre, aceștia o citesc în special în timpul Postului Mare. Este una din scrierile recomandate în perioadele de post și pentru cei care mai sunt "în lume", însă numai cu precauție și sub sfătuirea unui Părinte duhovnicesc. Această lucrare și-a lăsat amprenta asupra vieților multor sfinți precum Sf. Teodor Studitul, Sf. Serghie de Radonej, Sf. Iosif de Volokolamsk, Sf. Petru Damaschinul, Sf. Teofan Zăvorâtul etc.

## Structură și scopuri
Scopul tratatului este de a fi un ghid în urmarea unei vieți închinate întru totul lui Dumnezeu. Metafora scării, asemănătoare cu cea din viziunea Patriarhului Iacov, este folosită pentru a descrie modul în care cineva poate urca spre Împărăția Cerurulor, începând cu renunțarea la lume și sfârșind în Rai, împreună cu Domnul. Lucrarea este împărțită în treizeci de capitole, fiecare ocupându-se de un păcat sau de o virtute anume. Inițial, capitolele erau numite logoi, dar astăzi sunt mai cunoscute ca "trepte". Conținutul, ca și în cazul Legilor primite de Moise, nu cuprinde în primul rând reguli, reglementări de tot felul, ci mai ales observații asupra practicilor existente. Adesea, limbajul folosit este metaforic, pentru a ilustra mai bine natura păcatului sau a virtuții. În ansamblu, tratatul urmează o linie pogresivă, pornind de la renunțarea la lume către sfârșitul care este viața trăită întru iubirea lui Dumnezeu.

### TrepteleScării
Treptele Scării (după traducerea N. Corneanu) sunt următoarele:
1. Despre lepădarea de lume
2. Despre neîmpătimire, adică neîntristare
3. Despre înstrăinare
4. Despre ascultare
5. Despre pocăință
6. Despre amintirea de moarte
7. Despre bucuria plânsului
8. Despre nemâniere și blândețe
9. Despre ținerea de minte a răului
10. Despre grăirea de rău
11. Despre limbuție și tăcere
12. Despre minciună
13. Despre trândăvie
14. Despre preaiubitul și vicleanul stăpân care este stomacul
15. Despre puritate și înfrânare
16. Despre iubirea de arginți
17. Despre sărăcia alergătoare către cer
18. Despre nesimțire (scil. indolență, insensibilitate)
19. Despre somn și rugăciune și despre cântarea de psalmi în comun
20. Despre privegherea trupească și duhovnicească
21. Despre nebărbăteasca temere
22. Despre slava deșartă
23. Despre mândrie și blasfemie
24. Despre blândețe, simplitate, nerăutate și viclenie
25. Despre minunata smerenie
26. Despre deosebirea gândurilor (discernământul). Recapitularea pe scurt a celor XXVI cuvinte anterioare.
27. Despre isihia (liniștea) trupului și sufletului
28. Despre sfânta și fericita rugăciune
29. Despre liberarea de patimi (apathia), despre desăvârșire și despre învierea sufletului
30. Despre legătura celor trei virtuți, adică credința, nădejdea și dragostea.

Lucrarea se sfârșește cu un Cuvânt către păstor (stareț), adresat Sf. Ioan din Rait.

## Despre citireaScării

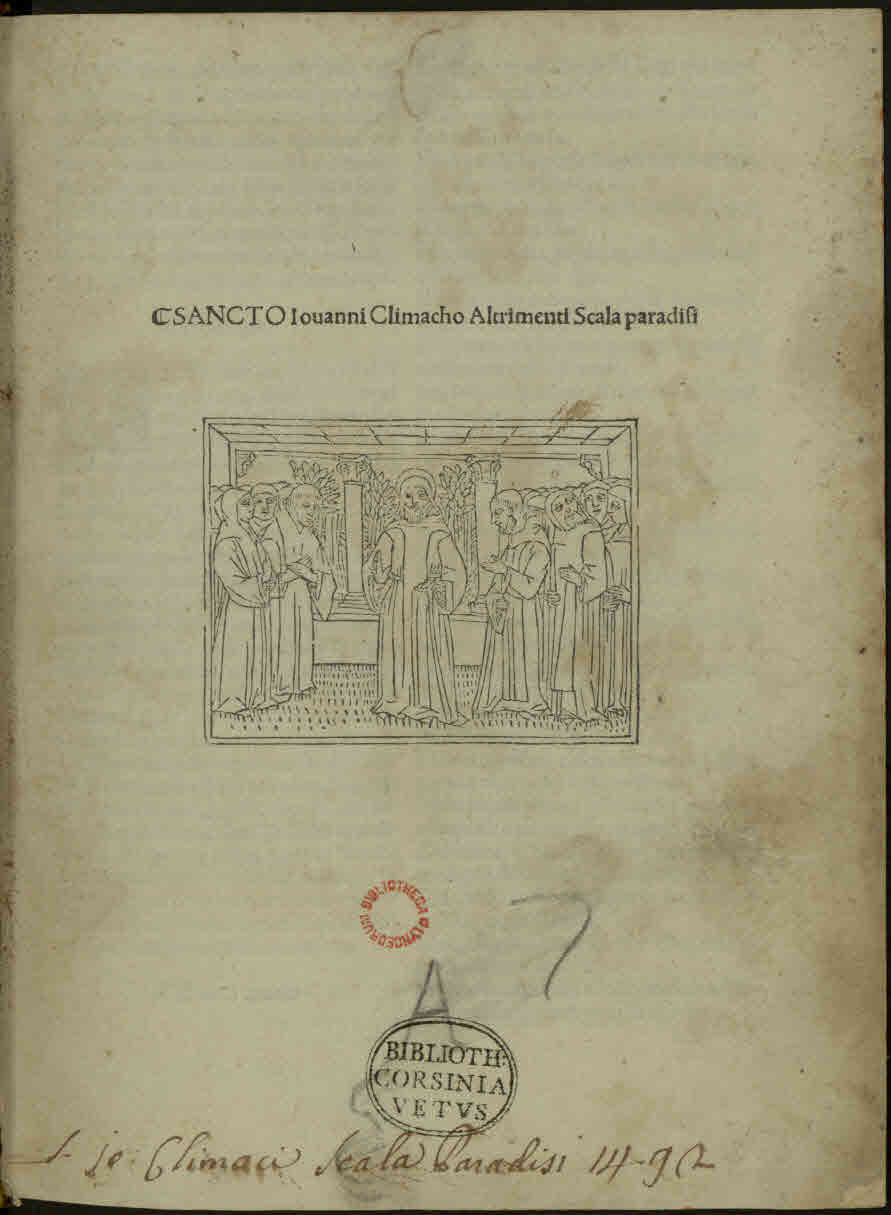
Scala paradisi, 1482

Ca orice alt text ascetic sau duhovnicesc, și acesta ar trebui citit cu grijă. Dat fiind că publicul pentru care a fost scris era unul de monahi, limbajul este foarte puternic, foarte dur atunci când compară viața în lume cu viața închinată lui Dumnezeu. Acesta este unul din motivele pentru care această lucrare ar trebui citită sub îndrumarea unui părinte duhovnicesc. Scara ar trebui citită cu mare atenție și concentrare, pentru a încerca urmarea pe cât posibil a vieții monahilor. Dar se poate citi și câte o treaptă, individual. Este important ca un părinte duhovnicesc să fie implicat pentru a putea să-l ajute și să-l călăuzească pe cel care citește.

## Ediții românești
Scara raiului este una din cele mai cunoscute cărți din literatura duhovnicească ortodoxă, drept care a cunoscut o serie lungă de traduceri, dintre care prima a aparținut mitropolitului Moldovei, Varlaam, datând din 1618. Un istoric pe larg al traducerilor Scării în limba română îl găsim în studiul introductiv realizat de Mitropolitul Nicolae (Corneanu) al Banatului la propria sa traducere a Scării.
Cele mai cunoscute ediții contemporane ale Scării" sunt:
- a Părintelui Dumitru Stăniloae, în volumul IX din Filocalia (ed. I IBM, București, 1980; ed. II Humanitas, București, 2002)
- a IPS Nicolae (Corneanu) al Banatului, cu titlul Scara raiului, Amarcord, Timișoara, 1997 (ulterior reeditată).

Ambele ediții cuprind câte un studiu introductiv foarte bine documentat despre viața Sf. Ioan Scărarul, despre locul Scării în spiritualitatea ortodoxă și despre diferitele ediții și traduceri ale lucrării.

## A se vedea și
- Ioan Scărarul
- Icoana Scării Raiului